# Resilienza (ingegneria)
La resilienza è una proprietà meccanica, definita come l'energia assorbita da un corpo in conseguenza delle deformazioni elastiche.
La resilienza non va confusa con la tenacità, che è l'energia assorbita da un corpo prima della rottura.

## Modulo di resilienza

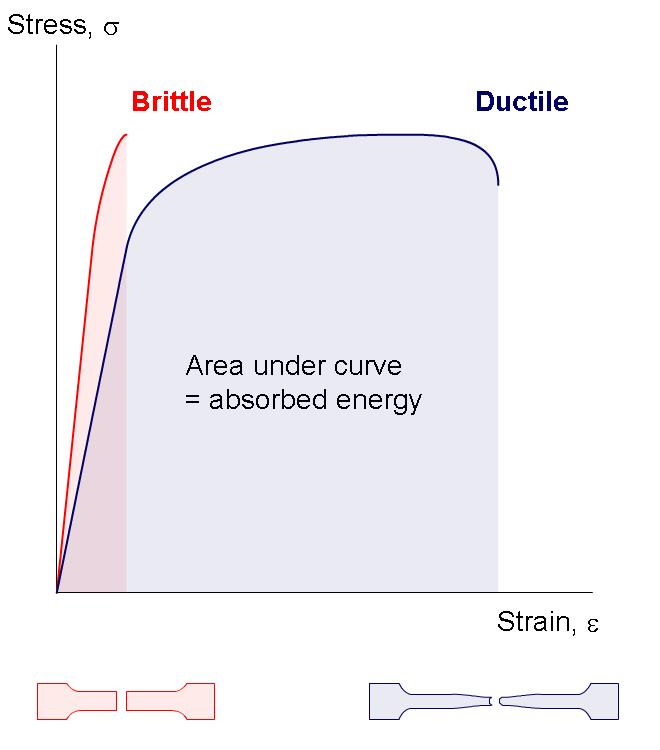
Paragone tra due materiali, uno duttile (blu) e l'altro fragile (rosso), dove è possibile notare la maggiore quantità di lavoro (area sotto la curva) assorbita della curva del materiale duttile rispetto a quello fragile e quindi alla maggiore resilienza rispetto a quest'ultimo

L'area sottesa al tratto di curva sforzo-deformazione, ottenuta da una prova di trazione del materiale, è l'energia per unità di volume {\displaystyle U}, espressa in pascal {\displaystyle Pa=\left[J/m^{3}\right]} richiesta per deformare a trazione un campione di materiale fino a un valore di deformazione {\displaystyle \varepsilon }:
{\displaystyle {U}=\int _{0}^{\varepsilon _{y}}\sigma (\varepsilon )\,d\varepsilon }
Se vale la legge di Hooke, la parte di area al di sotto del tratto elastico della curva è triangolare (andamento elastico-lineare). In questo modo, svolgendo l'integrale precedente per il tratto lineare, si può definire il modulo di resilienza {\displaystyle E_{R}}:
{\displaystyle E_{R}={\frac {\sigma _{y}^{2}}{2E}}={\frac {1}{2}}\sigma _{y}\varepsilon _{y}}
indicando con {\displaystyle E} il modulo di Young, con {\displaystyle \sigma _{y}} il valore dello sforzo allo snervamento e con {\displaystyle \varepsilon _{y}} la corrispondente deformazione elastica.
Dalla suddetta relazione risulta che un materiale è più resiliente al crescere della tensione di snervamento e al decrescere del modulo di Young.
Da notare che il modulo di resilienza è definito tramite un diagramma sforzo-deformazione ottenuto da una prova statica di trazione e che questa definizione coincide con quella che in letteratura tecnica inglese viene data per il modulus of resilience.

### Tipologie di rottura
Il reciproco del modulo di resilienza è l'indice di fragilità.
Le rotture duttili sono rotture che avvengono con deformazione del materiale. Nei metalli le superfici in corrispondenza di tali rotture hanno aspetto fibroso e lucentezza setacea.
Le rotture fragili sono rotture che avvengono per decoesione del materiale senza essere precedute da deformazioni. Nei metalli le superfici in corrispondenza di tali rotture hanno aspetto granulare e lucentezza cristallina.

## Resilienza e temperatura

Resilienza di diversi materiali al variare della temperatura. Alla destra di ogni curva si ha una rottura duttile, mentre alla sinistra delle relative curve si ha una rottura fragile.
Legenda:
E: Energia (J)
T: Temperatura (°C)
N: Nikel e leghe FCC
A.Dur.: Acciaio duro
A.dol.: Acciaio dolce
A.Exdol: Acciaio extradolce

La tenacità è importante nello studio dei materiali a bassa temperatura.
In genere un materiale diventa più fragile al diminuire della temperatura, cioè l'energia necessaria a romperlo diminuisce con la temperatura.
In particolare esiste un intervallo di temperatura, detto zona di transizione, in cui si ha un abbassamento improvviso della tenacità di un materiale.
La resilienza è usata anche per stabilire l'intervallo di temperature in cui avviene il passaggio da comportamento duttile a comportamento fragile (transizione duttile-fragile) e pertanto il valore minimo della temperatura (temperatura di transizione) per la quale il materiale può essere utilizzato restando duttile.
La temperatura di transizione oltre la quale la frattura da fragile diventa duttile non è una caratteristica intrinseca del materiale.
Per convenzione si definisce temperatura di transizione duttile-fragile quel valore di temperatura in corrispondenza della quale la superficie di frattura si presenta per il 50% fragile.
I metalli con reticolo cubico a corpo centrato diventano fragili alle basse temperature, mentre quelli con reticolo cubico a facce centrate rimangono duttili anche alle basse temperature.

## Resilienza da impatto
Nell'ambito dell'ingegneria dei materiali, esiste una grandezza nota come resilienza da impatto, che in letteratura tecnica inglese viene chiamata impact toughness o impact strength. Essa viene misurata come la capacità di un materiale di resistere a forze dinamiche, ovvero ad urti, fino a rottura, assorbendo energia con deformazioni elastiche e plastiche. Nella pratica degli esami di laboratorio la resilienza viene valutata tramite la prova di Charpy, o, più raramente, tramite la prova di Izod, misurando l'energia necessaria a rompere, in un sol colpo, il provino del materiale in esame. I risultati di queste prove sono dipendenti dalle dimensioni del provino utilizzato ed hanno solo valore comparativo.